# Ballader i Bohuslän
Ballader i Bohuslän är en vissamling av Evert Taube utgiven på Albert Bonniers Förlag 1943.

## Innehåll
- Inledning (prosa)
- Inbjudan till Bohuslän
- På Orust
- Kärleken och vinden
- En håttespelman
- Min älskling
- Brudvals
- Torpmaja
- Maj på Malö
- Sommar, Vals på Ängön
- Slutord (prosa)